# Roger Planchon
Roger Planchon   (Saint-Chamond, 12 de setembre de 1931 - 9è districte de París, 12 de maig de 2009) va ser un director teatral francès. Influït per Brecht i atret per Shakespeare. Els muntatges que va fer al teatre de Villeurbanne van cridar l'atenció sobre obres de Molière, Marlowe i Marivaux, entre altres autors.